# Primera División 1974-1975 (Spagna)
La Primera División 1974-1975 è stata la 44ª edizione della massima serie del campionato spagnolo di calcio, disputato tra il 7 settembre 1974 e il 25 maggio 1975 e concluso con la vittoria del Real Madrid, al suo sedicesimo titolo.
Capocannoniere del torneo è stato Carlos Ruiz Herrero (Athletic Bilbao) con 19 reti.

## Stagione

### Calciomercato
Notevole fu l'arrivo di giocatori stranieri, i cui nomi più importanti furono Johan Neeskens (acquistato dal Barcellona campione uscente), Paul Breitner (prelevato da un Real Madrid che, per rimediare agli scarsi risultati della stagioni precedenti, affidò la panchina allo jugoslavo Miljan Miljanić), Sanny Åslund (Español), Ladislao Mazurkiewicz (Granada) e Dick van Dijk (Real Murcia). La Real Sociedad promosse dalla propria cantera alcuni giocatori che costituiranno l'ossatura della squadra negli anni a venire (Arconada e Zamora), l'Hércules rinnovò radicalmente la propria rosa mentre l'Atlético Madrid rinnovò alcuni settori di gioco.

### Avvenimenti
Il torneo vide il prepotente ritorno al vertice del Real Madrid: si trattò infatti di un campionato interamente dominato dalle merengues che destò invece interesse per la notevole bagarre nelle posizioni immediatamente successive. Già dopo sei giornate, prevalendo per 5-0 nel big-match contro l'Español, i madridisti andarono in fuga: a tentare di ostacolare la capolista furono le due squadre di Barcellona. Dopo il 5 gennaio, giorno della vittoria per 1-0 nello scontro diretto casalingo con i blaugrana, il Real Madrid prese gradualmente il largo: la contestuale crisi di risultati dell'Espanyol rese il girone di ritorno una marcia di avvicinamento al titolo per le merengues. Grazie agli ampi distacchi guadagnati, il Real Madrid non dovette infatti disputare partite decisive ed ottenne, matematicamente, il titolo con cinque gare di anticipo, il 27 aprile, grazie ad un pareggio esterno contro la Real Sociedad.
Alle spalle della capolista si era nel frattempo venuta a formare una situazione di classifica molto equilibrata che vide numerose squadre (tra cui i campioni uscenti del Barcellona e i campioni del mondo dell'Atlético Madrid) coinvolte sia nella lotta per non retrocedere, sia nella bagarre per un posto in zona UEFA. In questo contesto Barcellona e Real Sociedad risulteranno matematicamente salve tra la terz'ultima e la penultima giornata assicurandosi, all'ultimo turno, l'accesso alla terza competizione europea assieme ad un Real Saragozza già qualificato con una gara di anticipo. L'ultima giornata vide in programma uno scontro diretto per la salvezza tra Las Palmas e Celta Vigo: prevalendo per 3-1 gli isolani condanneranno i galiziani alla discesa in Segunda División, assieme a un Real Murcia da tempo fuori dai giochi e a un Malaga tradito dai risultati negativi negli scontri diretti con le avversarie.

## Squadre partecipanti
| Squadra         | Stagione | Città                      | Stadio                   | Stagione precedente                    |
| --------------- | -------- | -------------------------- | ------------------------ | -------------------------------------- |
| Athletic Bilbao | dettagli | Bilbao                     | Stadio San Mamés         | 5º posto in Primera División           |
| Atlético Madrid | dettagli | Madrid                     | Stadio Manzanares        | 2º posto in Primera División           |
| Barcellona      | dettagli | Barcellona                 | Nou Camp                 | 1º posto in Primera División           |
| Betis           | dettagli | Siviglia                   | Stadio Benito Villamarín | 1º posto in Segunda División, promosso |
| Celta Vigo      | dettagli | Vigo                       | Stadio Balaídos          | 12º posto in Primera División          |
| Elche           | dettagli | Elche                      | Campo de Altabix         | 14º posto in Primera División          |
| Español         | dettagli | Barcellona                 | Stadio di Sarriá         | 9º posto in Primera División           |
| Granada         | dettagli | Granada                    | Stadio Los Cármenes      | 6º posto in Primera División           |
| Hércules        | dettagli | Alicante                   | Stadio José Rico Pérez   | 2º posto in Segunda División, promosso |
| Las Palmas      | dettagli | Las Palmas de Gran Canaria | Stadio Insular           | 11º posto in Primera División          |
| Malaga          | dettagli | Malaga                     | Stadio La Rosaleda       | 7º posto in Primera División           |
| Real Madrid     | dettagli | Madrid                     | Stadio Santiago Bernabéu | 8º posto in Primera División           |
| Real Murcia     | dettagli | Murcia                     | Stadio de La Condomina   | 5º posto in Primera División           |
| Real Saragozza  | dettagli | Saragozza                  | Stadio de La Romareda    | 3º posto in Primera División           |
| Real Sociedad   | dettagli | San Sebastián              | Stadio di Atocha         | 15º posto in Primera División          |
| Salamanca       | dettagli | Salamanca                  | Stadio Helmántico        | 3º posto in Segunda División, promosso |
| Sporting Gijón  | dettagli | Gijón                      | Stadio El Molinón        | 13º posto in Primera División          |
| Valencia        | dettagli | Valencia                   | Stadio Luis Casanova     | 10º posto in Primera División          |

## Allenatori e primatisti
| Squadra         | Allenatore                                                                      | Calciatore più presente | Cannoniere |
| --------------- | ------------------------------------------------------------------------------- | ----------------------- | ---------- |
| Athletic Bilbao | Rafael Iriondo                                                                  |                         |            |
| Atlético Madrid | Juan Carlos Lorenzo (1ª-9ª) Luis Aragonés (10ª-38ª)                             |                         |            |
| Barcellona      | Rinus Michels                                                                   |                         |            |
| Betis           | Ferenc Szusza                                                                   |                         |            |
| Celta Vigo      | Mariano Moreno                                                                  |                         |            |
| Elche           | Néstor Rossi                                                                    |                         |            |
| Español         | José Santamaría                                                                 |                         |            |
| Granada         | José Iglesias                                                                   |                         |            |
| Hércules        | Arsenio Iglesias                                                                |                         |            |
| Las Palmas      | Pierre Sinibaldi                                                                |                         |            |
| Malaga          | Marcel Domingo                                                                  |                         |            |
| Real Madrid     | Miljan Miljanić                                                                 |                         |            |
| Real Murcia     | Felipe Mesones (1ª-10ª) Ferenc Puskás (11ª-30ª) José Víctor Rodríguez (31ª-34ª) |                         |            |
| Real Saragozza  | Carriega                                                                        |                         |            |
| Real Sociedad   | Andoni Elizondo                                                                 |                         |            |
| Salamanca       | José Luis García Traid                                                          |                         |            |
| Sporting Gijón  | Bernardino Pérez                                                                |                         |            |
| Valencia        | Milovan Ćirić (1ª-27ª) Dragoljub Milosević (28ª-38ª)                            |                         |            |

## Classifica finale
|        | Pos. | Squadra         | Pt | G  | V  | N  | P  | GF | GS | DR  |
| ------ | ---- | --------------- | -- | -- | -- | -- | -- | -- | -- | --- |
|        | 1.   | Real Madrid     | 50 | 34 | 20 | 10 | 4  | 66 | 34 | +32 |
|        | 2.   | Real Saragozza  | 38 | 34 | 15 | 8  | 11 | 58 | 47 | +11 |
|        | 3.   | Barcellona      | 37 | 34 | 15 | 7  | 12 | 57 | 36 | +21 |
|        | 4.   | Real Sociedad   | 36 | 34 | 12 | 12 | 10 | 37 | 32 | +5  |
|        | 5.   | Hércules        | 36 | 34 | 11 | 14 | 9  | 37 | 36 | +1  |
| [ 13 ] | 6.   | Atlético Madrid | 35 | 34 | 11 | 13 | 10 | 46 | 34 | +12 |
|        | 7.   | Salamanca       | 35 | 34 | 10 | 15 | 9  | 33 | 29 | +4  |
|        | 8.   | Elche           | 34 | 34 | 13 | 8  | 13 | 35 | 44 | -9  |
|        | 9.   | Betis           | 34 | 34 | 14 | 6  | 14 | 35 | 41 | -6  |
|        | 10.  | Athletic Bilbao | 33 | 34 | 13 | 7  | 14 | 40 | 42 | -2  |
|        | 11.  | Español         | 33 | 34 | 14 | 5  | 15 | 38 | 47 | -9  |
|        | 12.  | Valencia        | 32 | 34 | 12 | 8  | 14 | 53 | 48 | +5  |
|        | 13.  | Las Palmas      | 32 | 34 | 12 | 8  | 14 | 41 | 39 | +2  |
|        | 14.  | Sporting Gijón  | 32 | 34 | 11 | 10 | 13 | 40 | 40 | 0   |
|        | 15.  | Granada         | 31 | 34 | 10 | 11 | 13 | 35 | 47 | -12 |
|        | 16.  | Malaga          | 31 | 34 | 13 | 5  | 16 | 33 | 42 | -9  |
|        | 17.  | Celta Vigo      | 30 | 34 | 10 | 10 | 14 | 30 | 41 | -11 |
|        | 18.  | Real Murcia     | 23 | 34 | 7  | 9  | 18 | 31 | 66 | -35 |

Legenda:
      Campione di Spagna e qualificata in Coppa dei Campioni 1975-1976
      Qualificata in Coppa delle Coppe 1975-1976
      Qualificate in Coppa UEFA 1975-1976
      Retrocesse in Segunda División 1975-1976
Regolamento:
Due punti a vittoria, uno a pareggio, zero a sconfitta.
In caso di arrivo di due o più squadre a pari punti, la graduatoria verrà stilata secondo la classifica avulsa tra le squadre interessate che prevede, in ordine, i seguenti criteri:
- Punti negli scontri diretti.
- Differenza reti negli scontri diretti.
- Differenza reti generale.
- Reti realizzate in generale.

## Risultati

### Tabellone
|                 | Ath  | Atm  | Bar  | Bet  | Cel  | Elc  | Esp  | Gra  | Her  | LPa  | Mlg  | Rma  | RMu  | RSa  | RDo  | SGi  | Sal  | Val  |
| --------------- | ---- | ---- | ---- | ---- | ---- | ---- | ---- | ---- | ---- | ---- | ---- | ---- | ---- | ---- | ---- | ---- | ---- | ---- |
| Athletic Bilbao | –––– | 3-0  | 1-0  | 0-1  | 3-0  | 3-0  | 1-0  | 1-0  | 2-2  | 2-1  | 3-1  | 1-0  | 2-0  | 4-0  | 2-1  | 1-4  | 0-0  | 1-1  |
| Atlético Madrid | 2-0  | –––– | 3-3  | 4-1  | 0-0  | 3-0  | 2-0  | 0-0  | 2-0  | 4-0  | 2-1  | 1-1  | 1-0  | 4-0  | 1-0  | 2-2  | 0-0  | 5-2  |
| Barcellona      | 4-0  | 1-0  | –––– | 3-0  | 4-0  | 0-0  | 4-1  | 2-1  | 0-0  | 3-2  | 5-0  | 0-0  | 3-1  | 2-2  | 2-0  | 1-1  | 3-1  | 5-2  |
| Betis           | 2-1  | 2-1  | 1-0  | –––– | 1-0  | 1-1  | 0-0  | 1-1  | 3-0  | 1-0  | 1-0  | 1-3  | 1-0  | 1-0  | 3-0  | 2-0  | 1-1  | 2-0  |
| Celta Vigo      | 1-0  | 0-0  | 1-0  | 1-1  | –––– | 1-2  | 2-0  | 3-0  | 0-1  | 1-0  | 2-0  | 3-3  | 1-1  | 2-0  | 1-0  | 2-0  | 2-0  | 1-1  |
| Elche           | 1-0  | 1-0  | 1-0  | 2-0  | 2-0  | –––– | 2-4  | 2-1  | 0-1  | 1-1  | 2-1  | 1-0  | 3-0  | 1-1  | 3-0  | 1-0  | 0-1  | 2-1  |
| Español         | 4-3  | 1-0  | 5-2  | 1-0  | 2-0  | 2-1  | –––– | 1-0  | 2-1  | 1-0  | 1-2  | 0-2  | 2-1  | 2-1  | 0-1  | 0-0  | 1-0  | 5-3  |
| Granada         | 1-1  | 0-0  | 1-2  | 2-0  | 1-0  | 5-0  | 0-0  | –––– | 1-1  | 1-1  | 1-0  | 3-3  | 2-1  | 3-0  | 1-0  | 2-1  | 1-1  | 2-1  |
| Hércules        | 0-0  | 3-2  | 0-0  | 2-3  | 0-0  | 1-0  | 2-1  | 0-1  | –––– | 3-1  | 1-1  | 1-1  | 2-2  | 0-1  | 1-1  | 2-0  | 2-1  | 2-1  |
| Las Palmas      | 2-0  | 1-0  | 1-0  | 3-1  | 3-1  | 1-1  | 2-0  | 4-0  | 0-0  | –––– | 1-0  | 1-2  | 5-0  | 2-0  | 1-0  | 1-0  | 1-1  | 1-1  |
| Malaga          | 2-0  | 0-0  | 3-2  | 1-0  | 3-0  | 1-0  | 2-0  | 1-1  | 0-1  | 1-0  | –––– | 1-3  | 3-1  | 1-0  | 2-0  | 3-1  | 1-1  | 1-0  |
| Real Madrid     | 2-0  | 1-0  | 1-0  | 3-2  | 4-1  | 5-1  | 5-0  | 1-0  | 2-1  | 4-1  | 4-0  | –––– | 4-0  | 1-0  | 1-1  | 0-0  | 1-0  | 3-2  |
| Real Murcia     | 2-4  | 3-1  | 0-2  | 0-0  | 1-0  | 2-0  | 0-0  | 0-0  | 1-1  | 1-1  | 2-0  | 2-2  | –––– | 1-5  | 2-2  | 2-1  | 2-1  | 1-5  |
| Real Saragozza  | 1-0  | 3-1  | 2-1  | 2-1  | 4-2  | 3-3  | 1-0  | 4-1  | 2-2  | 3-1  | 1-0  | 6-1  | 5-0  | –––– | 1-1  | 3-1  | 1-1  | 3-1  |
| Real Sociedad   | 3-0  | 1-1  | 3-2  | 2-0  | 1-1  | 0-0  | 2-0  | 2-0  | 2-2  | 2-0  | 2-0  | 1-1  | 2-0  | 1-0  | –––– | 1-1  | 1-1  | 1-0  |
| Sporting Gijón  | 1-1  | 2-2  | 0-1  | 2-0  | 1-1  | 3-1  | 2-1  | 5-1  | 2-1  | 0-0  | 1-1  | 2-0  | 1-0  | 2-0  | 0-2  | –––– | 2-1  | 2-1  |
| Salamanca       | 0-0  | 1-1  | 1-0  | 2-0  | 0-0  | 2-0  | 2-0  | 1-0  | 0-1  | 2-1  | 1-0  | 0-0  | 3-0  | 3-3  | 1-1  | 1-0  | –––– | 0-1  |
| Valencia        | 3-0  | 1-1  | 1-0  | 3-1  | 2-0  | 0-0  | 1-1  | 7-1  | 1-0  | 2-1  | 1-2  | 2-0  | 2-0  | 0-0  | 1-0  | 1-2  | 2-2  | –––– |

## Statistiche

### Squadre

#### Capoliste solitarie
Fonte:
|    | —— | —— | —— | —— | ——          | —— | —— | —— | ——  | ——  | ——  | ——  | ——  | ——  | ——  | ——  | ——  | ——  | ——  | ——  | ——  | ——  | ——  | ——  | ——  | ——  | ——  | ——  | ——  | ——  | ——  | ——  | ——  | —— |  |
|    |    |    |    |    | Real Madrid |    |    |    |     |     |     |     |     |     |     |     |     |     |     |     |     |     |     |     |     |     |     |     |     |     |     |     |     |    |  |
|    |    |    |    |    |             |    |    |    |     |     |     |     |     |     |     |     |     |     |     |     |     |     |     |     |     |     |     |     |     |     |     |     |     |    |  |
|    |    |    |    |    |             |    |    |    |     |     |     |     |     |     |     |     |     |     |     |     |     |     |     |     |     |     |     |     |     |     |     |     |     |    |  |
| 1ª | 2ª | 3ª | 4ª | 5ª | 6ª          | 7ª | 8ª | 9ª | 10ª | 11ª | 12ª | 13ª | 14ª | 15ª | 16ª | 17ª | 18ª | 19ª | 20ª | 21ª | 22ª | 23ª | 24ª | 25ª | 26ª | 27ª | 28ª | 29ª | 30ª | 31ª | 32ª | 33ª | 34ª |    |  |

#### Classifica in divenire
|                 | 1ª | 2ª | 3ª | 4ª | 5ª | 6ª | 7ª | 8ª | 9ª | 10ª | 11ª | 12ª | 13ª | 14ª | 15ª | 16ª | 17ª | 18ª | 19ª | 20ª | 21ª | 22ª | 23ª | 24ª | 25ª | 26ª | 27ª | 28ª | 29ª | 30ª | 31ª | 32ª | 33ª | 34ª |
|                 |    |    |    |    |    |    |    |    |    |     |     |     |     |     |     |     |     |     |     |     |     |     |     |     |     |     |     |     |     |     |     |     |     |     |
| --------------- | -- | -- | -- | -- | -- | -- | -- | -- | -- | --- | --- | --- | --- | --- | --- | --- | --- | --- | --- | --- | --- | --- | --- | --- | --- | --- | --- | --- | --- | --- | --- | --- | --- | --- |
| Athletic Bilbao | 0  | 0  | 0  | 1  | 2  | 4  | 4  | 6  | 6  | 6   | 7   | 9   | 11  | 13  | 13  | 13  | 15  | 17  | 18  | 19  | 20  | 21  | 21  | 23  | 23  | 25  | 25  | 27  | 27  | 29  | 29  | 31  | 33  | 33  |
| Atlético Madrid | 1  | 1  | 3  | 3  | 5  | 5  | 6  | 7  | 8  | 9   | 11  | 12  | 13  | 15  | 15  | 16  | 16  | 17  | 19  | 19  | 20  | 20  | 22  | 22  | 24  | 25  | 26  | 26  | 27  | 29  | 30  | 32  | 34  | 35  |
| Barcellona      | 0  | 2  | 4  | 6  | 7  | 9  | 10 | 12 | 12 | 14  | 14  | 16  | 16  | 18  | 18  | 19  | 19  | 21  | 21  | 22  | 22  | 23  | 23  | 25  | 25  | 27  | 27  | 29  | 31  | 32  | 34  | 35  | 35  | 37  |
| Betis           | 0  | 1  | 2  | 4  | 5  | 5  | 7  | 7  | 9  | 11  | 13  | 13  | 15  | 15  | 17  | 17  | 19  | 21  | 21  | 24  | 24  | 24  | 25  | 26  | 26  | 26  | 28  | 28  | 30  | 30  | 32  | 34  | 34  | 34  |
| Celta Vigo      | 0  | 2  | 3  | 3  | 3  | 3  | 4  | 4  | 6  | 6   | 8   | 9   | 10  | 11  | 13  | 14  | 16  | 18  | 19  | 19  | 21  | 21  | 22  | 22  | 24  | 24  | 26  | 26  | 28  | 28  | 28  | 29  | 30  | 30  |
| Elche           | 0  | 2  | 3  | 3  | 5  | 7  | 7  | 9  | 11 | 11  | 12  | 12  | 14  | 14  | 16  | 17  | 17  | 17  | 17  | 18  | 18  | 20  | 21  | 23  | 24  | 24  | 26  | 27  | 29  | 30  | 32  | 32  | 34  | 34  |
| Español         | 2  | 3  | 5  | 7  | 9  | 9  | 11 | 11 | 13 | 13  | 14  | 15  | 16  | 16  | 18  | 18  | 18  | 18  | 20  | 21  | 23  | 24  | 24  | 24  | 26  | 26  | 26  | 26  | 28  | 28  | 30  | 30  | 31  | 33  |
| Granada         | 1  | 2  | 2  | 4  | 5  | 7  | 9  | 10 | 11 | 11  | 12  | 12  | 14  | 14  | 16  | 18  | 19  | 20  | 20  | 21  | 21  | 23  | 23  | 23  | 25  | 25  | 27  | 27  | 27  | 28  | 30  | 30  | 31  | 31  |
| Hércules        | 1  | 1  | 1  | 2  | 3  | 5  | 7  | 7  | 8  | 10  | 10  | 12  | 12  | 13  | 13  | 13  | 15  | 16  | 17  | 18  | 19  | 20  | 21  | 21  | 23  | 24  | 26  | 28  | 29  | 31  | 33  | 33  | 34  | 36  |
| Las Palmas      | 2  | 3  | 4  | 5  | 5  | 5  | 7  | 7  | 9  | 10  | 11  | 11  | 12  | 12  | 12  | 14  | 14  | 14  | 16  | 17  | 19  | 19  | 21  | 21  | 23  | 23  | 24  | 24  | 26  | 28  | 29  | 30  | 30  | 32  |
| Malaga          | 2  | 2  | 2  | 4  | 4  | 4  | 4  | 5  | 5  | 7   | 7   | 9   | 9   | 11  | 11  | 11  | 11  | 11  | 13  | 15  | 16  | 18  | 19  | 20  | 20  | 22  | 24  | 26  | 26  | 27  | 27  | 29  | 29  | 31  |
| Real Madrid     | 2  | 4  | 5  | 7  | 9  | 11 | 12 | 14 | 15 | 17  | 18  | 19  | 21  | 21  | 23  | 25  | 26  | 28  | 29  | 31  | 32  | 34  | 36  | 38  | 40  | 42  | 42  | 44  | 45  | 45  | 47  | 48  | 50  | 50  |
| Real Murcia     | 1  | 3  | 3  | 4  | 4  | 6  | 6  | 7  | 7  | 8   | 9   | 9   | 9   | 9   | 11  | 11  | 11  | 12  | 12  | 14  | 14  | 15  | 16  | 17  | 17  | 19  | 19  | 19  | 19  | 19  | 19  | 19  | 21  | 23  |
| Real Saragozza  | 0  | 2  | 4  | 5  | 5  | 7  | 7  | 9  | 9  | 11  | 12  | 14  | 14  | 15  | 17  | 18  | 20  | 22  | 23  | 24  | 25  | 27  | 27  | 29  | 29  | 31  | 31  | 32  | 34  | 36  | 36  | 36  | 38  | 38  |
| Real Sociedad   | 2  | 2  | 4  | 4  | 5  | 5  | 7  | 7  | 8  | 9   | 10  | 11  | 12  | 13  | 15  | 17  | 19  | 19  | 20  | 20  | 22  | 24  | 26  | 26  | 27  | 28  | 30  | 31  | 32  | 32  | 34  | 34  | 34  | 36  |
| Salamanca       | 2  | 2  | 3  | 4  | 5  | 5  | 7  | 7  | 7  | 7   | 8   | 9   | 10  | 12  | 12  | 14  | 15  | 17  | 19  | 19  | 20  | 21  | 23  | 24  | 26  | 27  | 27  | 28  | 29  | 31  | 31  | 32  | 33  | 35  |
| Sporting Gijón  | 2  | 4  | 4  | 4  | 5  | 7  | 7  | 9  | 10 | 11  | 12  | 13  | 13  | 15  | 15  | 17  | 18  | 18  | 19  | 20  | 21  | 21  | 21  | 23  | 23  | 24  | 24  | 26  | 26  | 28  | 28  | 30  | 30  | 32  |
| Valencia        | 0  | 0  | 2  | 2  | 4  | 4  | 4  | 6  | 8  | 9   | 10  | 11  | 12  | 14  | 14  | 15  | 17  | 17  | 18  | 19  | 21  | 21  | 23  | 25  | 25  | 26  | 26  | 27  | 27  | 29  | 29  | 31  | 31  | 32  |

#### Primati stagionali
Fonte:
- Maggior numero di vittorie: Real Madrid (20)
- Minor numero di sconfitte: Real Madrid (4)
- Miglior attacco: Real Madrid (66)
- Miglior difesa: Salamanca (29)
- Miglior differenza reti: Real Madrid (+32)
- Maggior numero di pareggi: Salamanca (15)
- Minor numero di pareggi: Español e Malaga (5)
- Maggior numero di sconfitte: Real Murcia (18)
- Minor numero di vittorie: Real Murcia (7)
- Peggior attacco: Celta Vigo (30)
- Peggior difesa: Real Murcia (66)
- Peggior differenza reti: Real Murcia (-35)

### Individuali

#### Classifica marcatori
Fonte:
| Gol |  |  | Giocatore               | Squadra         |
| --- |  |  | ----------------------- | --------------- |
| 19  |  |  | Carlos Ruiz Herrero     | Athletic Bilbao |
| 17  |  |  | José Eulogio Gárate     | Atlético Madrid |
| 17  |  |  | Santillana              | Real Madrid     |
| 15  |  |  | Juan Roberto Martínez   | Real Madrid     |
| 15  |  |  | Saturnino Arrúa         | Real Saragozza  |
| 14  |  |  | Juan Antonio Gómez      | Elche           |
| 13  |  |  | José Antonio Barrios    | Hercules        |
| 12  |  |  | Quini                   | Sporting Gijón  |
| 12  |  |  | Carlos Diarte           | Real Saragozza  |
| 11  |  |  | Daniel Solsona          | Español         |
| 11  |  |  | José Claramunt          | Valencia        |
| 11  |  |  | Salif Keïta             | Valencia        |
| 10  |  |  | Manuel Clarés           | Barcellona      |
| 10  |  |  | Raúl Osvaldo Castronovo | Malaga          |
| 10  |  |  | José Pablo García       | Real Saragozza  |